# 川北稔
川北 稔（かわきた みのる、1940年9月12日 - ）は、日本の歴史学者。専門は、イギリス近世・近代史。大阪大学名誉教授。文学博士（大阪大学・1983年）。別名・北川信也。

## 経歴
大阪府生まれ。奈良女子大学文学部附属高等学校（現：奈良女子大学附属中等教育学校）を経て、1963年、京都大学文学部西洋史学科卒業。京都大学大学院文学研究科修士課程修了後、1967年、京都大学大学院文学研究科西洋史学専攻博士課程中退。
1967年大阪大学文学部助手、1969年大阪女子大学学芸学部社会福祉学科講師、1970年同助教授を経て、1976年から大阪大学文学部助教授、1987年から同教授。2004年に同大学を定年退職ののち、名古屋外国語大学教授、国際高等研究所副所長、京都産業大学文化学部客員教授、佛教大学歴史学部歴史学科特別任用教授を歴任。大阪大学名誉教授。2007年10月から2011年3月まで公立大学法人神戸市外国語大学理事（非常勤）。2001年から2004年まで日本西洋史学会代表。

### 主な社会的活動
- 文化庁文化審議会委員
- 同 文化功労者選考分科会委員

## 著書

### 単著
- 『工業化の歴史的前提――帝国とジェントルマン』（岩波書店、1983年）
- 『洒落者たちのイギリス史――騎士の国から紳士の国へ』（平凡社 1986年）
- 『民衆の大英帝国――近世イギリス社会とアメリカ移民』（岩波書店、1990年／岩波現代文庫、2008年）
- 『イギリス――繁栄のあとさき』（ダイヤモンド社、1995年／講談社学術文庫、2014年）
- 『砂糖の世界史』（岩波ジュニア新書、1996年）
- 『ヨーロッパと近代世界』（放送大学教育振興会、1997年、改訂版2001年）
  - 改題・改訂版『世界システム論講義――ヨーロッパと近代世界』（ちくま学芸文庫、2016年）
- 『アメリカは誰のものか――ウェールズ王子マドックの神話』（NTT出版、2001年）
- 『世界の食文化 (17) イギリス』（農山漁村文化協会、2006年）
- 『私と西洋史研究――歴史家の役割』（創元社、2010年）
- 『イギリス近代史講義』（講談社現代新書、2010年）

### 共著
- （喜安朗）『大都会の誕生――出来事の歴史像を読む』（有斐閣、1986年／「― ロンドンとパリの社会史」、ちくま学芸文庫、2018年）
- （角山栄・村岡健次）『生活の世界歴史 (10) 産業革命と民衆』（河出書房新社、1980年／河出文庫、1992年）
- （加藤祐三）『世界の歴史 (25) アジアと欧米世界』（中央公論社、1998年／中公文庫、2010年）
- （重松信司、小杉泰、杉本淑彦、桃木至朗、青野公彦、清水和裕、吉澤誠一郎、杉山清彦）『新詳 世界史B』（帝国書院、2008年）

### 共監修書
- 『最新世界史図説タペストリー 十九訂版』（帝国書院、2021年）

### 編著
- 『「非労働時間」の生活史――英国風ライフ・スタイルの誕生』（リブロポート、1987年）
- 『歴史学事典 (1) 交換と消費』（弘文堂、1994年）
- 『ヨーロッパと近代世界』（放送大学教育振興会、1997年）
- 『イギリス史』（山川出版社、1998年）
- 『ウォーラーステイン』（講談社選書メチエ、2001年）
- 『結社のイギリス史――クラブから帝国まで』（山川出版社、2005年）
- 『歴史学事典 (13) 所有と生産』（弘文堂、2006年）

### 共編著
- （角山栄）『路地裏の大英帝国――イギリス都市生活史』（平凡社、1982年／平凡社ライブラリー、2022年）
- （村岡健次）『イギリス近代史――宗教改革から現代まで』（ミネルヴァ書房、1986年）
- （村岡健次・鈴木利章）『ジェントルマン・その周辺とイギリス近代』（ミネルヴァ書房、1995年）
- （鈴木正幸）『シンポジウム歴史学と現在』（柏書房、1995年）
- （竹岡敬温）『社会史への途』（有斐閣、1995年）
- （望田幸男・野村達朗・藤本和貴夫・若尾祐司・阿河雄二郎）『西洋近現代史研究入門』（名古屋大学出版会、1999年）
- （指昭博）『周縁からのまなざし――もうひとつのイギリス近代』（山川出版社、2000年）
- （濱下武志）『地域の世界史 (11) 支配の地域史』（山川出版社、2000年）
- （木畑洋一）『イギリスの歴史――帝国＝コモンウェルスのあゆみ』（有斐閣、2000年）
- （藤川隆男）『空間のイギリス史』（山川出版社、2005年）

### 訳書
- エリック・ウィリアムズ『コロンブスからカストロまで――カリブ海域史、1492-1969（1・2）』（岩波書店、1977年／岩波現代文庫、2014年）
- I・ウォーラーステイン『近代世界システム――農業資本主義と「ヨーロッパ世界経済」の成立（1・2）』（岩波書店、1981年）
- I・ウォーラーステイン『史的システムとしての資本主義』（岩波書店、1985年、新版1997年／岩波文庫、2022年）
- ケネス・ハドソン『質屋の世界 イギリス社会史の一側面』（北川信也共訳、リブロポート 社会科学の冒険、1985年）
- ピーター・ラスレット『われら失いし世界――近代イギリス社会史』（三嶺書房、1986年）
- シドニー・W・ミンツ『甘さと権力――砂糖が語る近代史』（平凡社、1988年／筑摩書房・ちくま学芸文庫、2021年）
- デイヴィド・ヴィンセント『パンと知識と解放と――19世紀イギリス労働者階級の自叙伝を読む』（岩波書店、1991年）
- A・L・ベーア／R・フィンレイ編『メトロポリス・ロンドンの成立――1500年から1700年まで』（三嶺書房、1992年）
- I・ウォーラーステイン『近代世界システム――重商主義と「ヨーロッパ世界経済」の凝集 1600-1750』（名古屋大学出版会、1993年）
- ジョン・ハワード『18世紀ヨーロッパ監獄事情』（岩波文庫、1994年）
- A・J・クリストファー『景観の大英帝国――絶頂期の帝国システム』（三嶺書房、1995年）
- I・ウォーラーステイン『近代世界システム――大西洋革命の時代 1730-1840』（名古屋大学出版会、1997年）
- リンダ・コリー『イギリス国民の誕生』（名古屋大学出版会、2000年）
- アンドリュー・ローゼン『現代イギリス社会史 1950－2000』（岩波書店、2005年）
- リチャード・イングリッシュ／マイケル・ケニー編『経済衰退の歴史学－イギリス衰退論争の諸相』（ミネルヴァ書房、2008年）
- ケネス・ポメランツ『大分岐――中国、ヨーロッパ、そして近代世界経済の形成』（名古屋大学出版会、2015年）